# Maqâm (sanctuaire)
Un Maqām (arabe : مقام) est un sanctuaire construit sur le site associé à une figure religieuse ou à un saint, typique des régions de Palestine et de Syrie. Il s'agit habituellement d'une construction funéraire, généralement de forme cubique, et la plupart du temps surmontée d'un dôme.

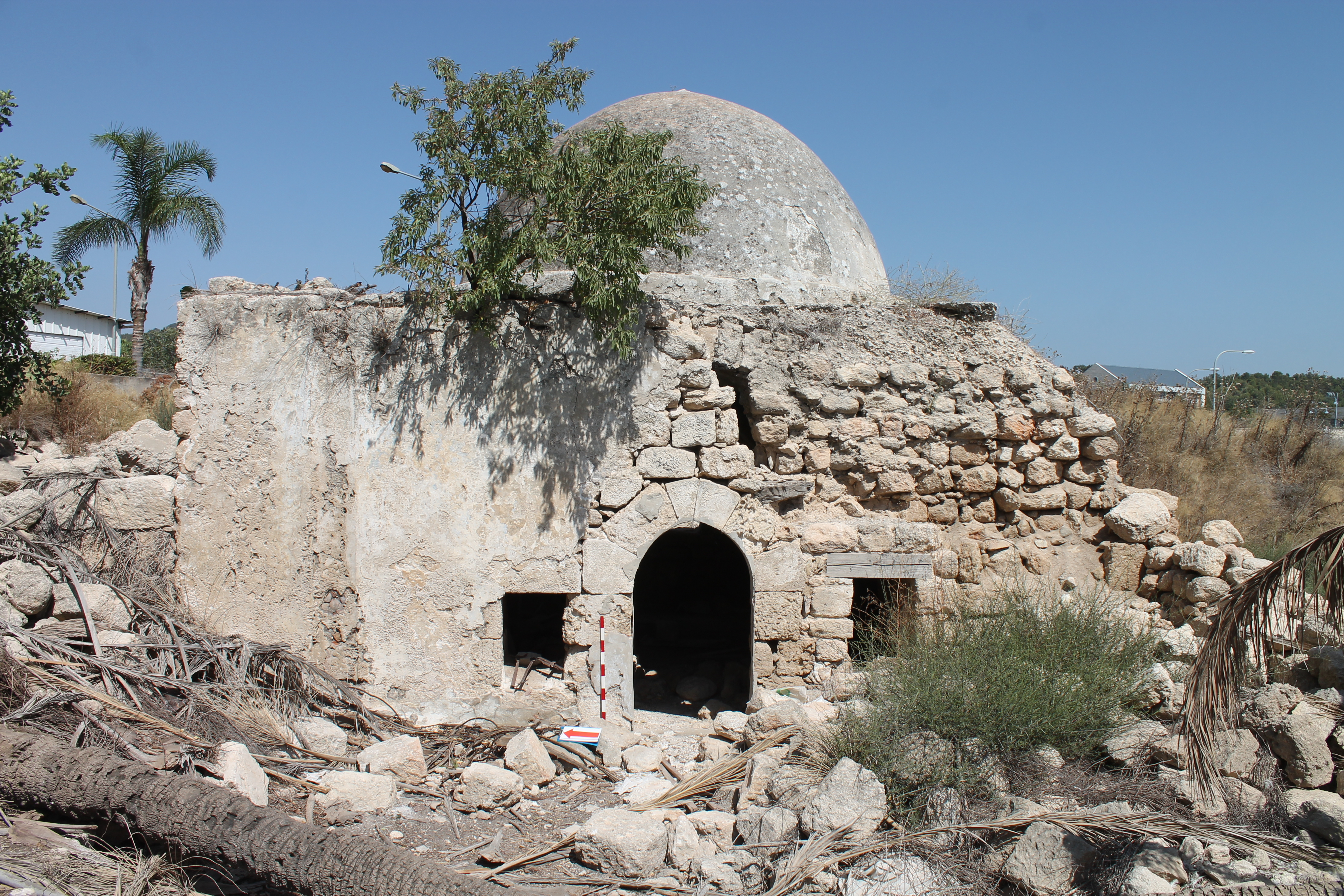
Maqam al-Khidr à al-Bassa

Si les maqâms sont associés à la tradition musulmane, beaucoup d'entre eux sont profondément enracinés dans d'anciennes traditions sémitiques, juives, samaritaines et chrétiennes,. Au XIXe siècle, Claude Reignier Conder décrivait les maqâms comme un élément essentiel de la religion populaire en Palestine, les habitants attachant « plus d'importance à la faveur et à la protection du Mukam du village qu'à Allah lui-même ou à Mahomet son prophète ».
Les maqâms de Palestine sont considérés comme très importants dans le domaine de l'archéologie biblique, car leurs noms ont été utilisés aux XVIIIe et XIXe siècles pour identifier une grande partie de la géographie biblique.

## Étymologie
De l'arabe, littéralement « un lieu » ou « emplacement ». Le terme est utilisé pour désigner un « sanctuaire », tel qu'un cénotaphe, un sanctuaire funéraire commémoratif ou une tombe réelle. Sa signification se limite aux structures bâties dans lesquelles il est possible d'entrer, le sens littéral de maqâm est « l’endroit où l’on se tient ». Ce nom, pour un tombeau sacré, est principalement utilisé en Syrie et en Palestine.
La forme Mukam apparaît dans les essais des voyageurs européens du XIXe siècle, ainsi que les mots Waly, Wely (arabe : ويلي – tombeau d'un saint), Mazar (mausolée), Mashhad.
Au Maghreb, des tombes similaires sont connues sous le nom de Marabout ; dans les pays musulmans turcophones sous le nom de türbe ou dürbe, ou parfois Aziz, et dans les pays de langue iranienne : Dargah.

## Buts
Les Maqâms étaient dédiés aux figures bibliques et coraniques, réelles ou mythiques, masculines et féminines, des temps anciens jusqu'à l'époque de la conquête arabe ou même de la fin de la domination ottomane.

Ali Qleibo, anthropologue palestinien, considère que ces lieux font la trace constituant « un témoignage architectural de la sensibilité religieuse palestinienne chrétienne/musulmane et de son enracinement dans les  anciennes religions sémitiques ». En 1877, l’explorateur britannique Claude Reignier Conder écrivait que : 

« C'est dans le culte de ces sanctuaires que consiste la religion de la paysannerie. Officiellement musulmans, ils passent souvent leur vie sans entrer dans une mosquée, et attachent plus d'importance à la faveur et à la protection du Мukam du village qu'à Allah lui-même, ou à Mahomet son prophète. »

Cependant, une étude menée sur la fréquentation du sanctuaire du Cheikh Shihab-Al-Din - qui a attiré des musulmans ruraux du village de Saffa - a démontré que les visites consistaient généralement en prières rituelles, enterrements, lecture du Coran, commémoration du Cheikh ou formulation de vœux.
Chaque village de Palestine a un wali, un saint patron, auquel les habitants -principalement des paysans ruraux- faisaient appel pour obtenir de l'aide dans leur sanctuaire associé. Alors que wali peut désigner à la fois le saint et le sanctuaire, un sanctuaire pour un saint commun est plus précisément connu sous le nom de maqam.

## Construction
Le type de maqâm le plus populaire est un bâtiment carré, à chambre unique, surmonté d'un dôme au milieu duquel se trouve un cénotaphe en pierre, bien que les corps des personnages vénérés eux-mêmes aient été enterrés sous le niveau du sol.
Dans le mur sud du maqam, se trouve généralement un petit mihrab faisant face à La Mecque, décoré d'inscriptions et d'ornements floraux. L'entrée de la chambre se situe principalement au niveau du mur nord. Dans les autres murs voûtés, il y a généralement de petites fenêtres.
Des candélabres et des lampes sont suspendus dans un maqam en activité, un cénotaphe est recouvert d'une couverture (généralement verte), des tapis de prière sont étalés sur le sol devant le mihrab.
Il existe également des maqâms plus grands, composés de deux, trois ou quatre chambres: salle de prière, hall d'entrée, ou salle de repos des pèlerins.
Les grands maqâms ont deux ou trois dômes semblables. Autrefois, le dôme était décoré d'une flèche métallique avec un croissant, mais de nos jours, une telle décoration est rare.
Les maqâms ne sont pas toujours censés se dresser sur les tombeaux des saints auxquels ils sont dédiés. On y trouve en effet presque toujours un cénotaphe, mais ils sont souvent considérés comme de simples « lieux de prière ».

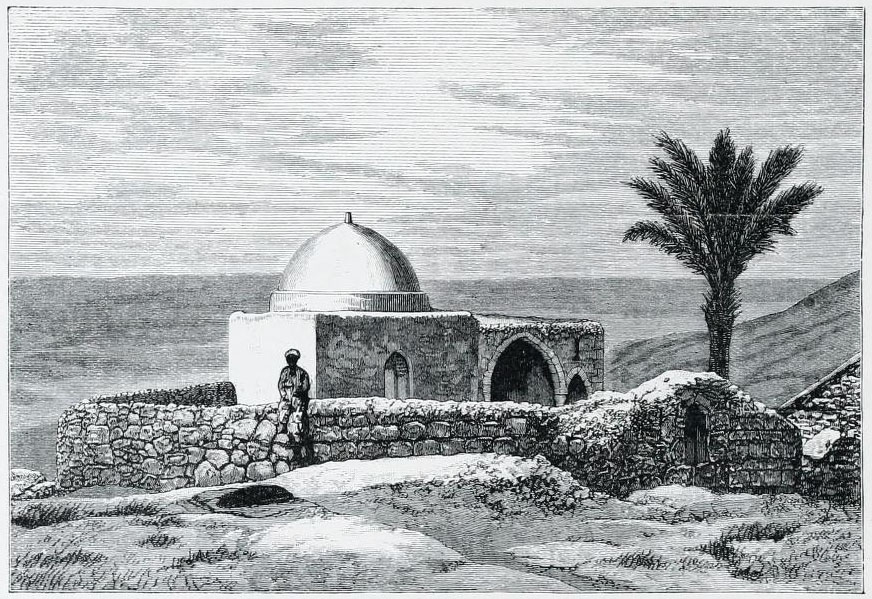
Maqam de Nabi Samit (Samson) à Sar'a, détruit dans les années 1950

La plupart du temps, le dôme est situé à côté d'un caroubier, d'un chêne ancien, d'une source ou d'une citerne d'eau creusée dans la roche,.
Un arbre sacré était planté près des maqâms, principalement un palmier, un chêne ou un sycomore. Il y a aussi un puits ou une source. L'emplacement des maqâms sur, ou à proximité de ces éléments naturels, est considéré comme révélateur de pratiques de culte anciennes adaptées par la population locale et associées à des personnalités religieuses.
En règle générale, les maqâms étaient construits au sommet de collines ou sur des carrefours et, outre leur fonction principale – sanctuaire et lieu de prière) ils servaient également de poste de garde et de point de repère pour les voyageurs et les caravanes.
Au fil des années, de nouvelles sépulture sont apparues à proximité des maqâms ; il était considéré comme un honneur d'être enterré à côté d'un saint. De grands cimetières se formèrent autour de nombreux sanctuaires musulmans.

## Histoire

### Aux origines
Selon Claude Reignier Conder, de nombreux maqâms sont issus de traditions juives et chrétiennes, antérieurs à l'avènement de l'islam dans la région. Il a identifié sept types de maqâms:
1. Personnages bibliques : « Ce sont sans doute généralement les plus anciens, et ils remontent souvent à la tradition juive »
2. Sites chrétiens vénérés par la paysannerie musulmane : "pas toujours distincts de la première catégorie, mais souvent rattachés à l'enseignement dans les monastères ou à des sites monacaux"
3. Autres héros ou divinités locales : « peut-être parfois les sites les plus anciens de tous »
4. Personnages historiques ultérieurs et connus
5. Saints nommés d'après le lieu où ils se trouvent, ou ayant des appellations liées aux traditions les concernant
6. Sites sacrés sans lien avec des noms de personnes : « Certains d'entre eux sont de la plus grande valeur »
7. Noms musulmans ordinaires, pouvant remonter à n'importe quelle période.

### Moyen Âge
Au VIIe siècle, les Arabes Rashiduns conquièrent le Levant ; d'autres dynasties musulmanes arabophones leur succédèrent, notamment les Omeyyades, les Abbassides et les Fatimides.
L’Islam primitif désapprouvait le culte des saints ou de leurs lieux de sépulture, considérant cela comme une forme d’idolâtrie.
Cependant, les chiites ont construit de somptueuses tombes pour leurs dirigeants décédés – imams et cheikhs – et ont transformé ces tombes en objets religieux. Très vite, les sunnites suivirent leur exemple.
Les voyageurs et géographes arabes Ali al-Harawi (en) et Yaqut al-Hamawi, et d'autres, ont décrit dans leurs essais de nombreux sanctuaires chrétiens et musulmans en Syrie, en Palestine et en Égypte.
À l'époque de la dynastie mamelouke, des tombes monumentales ont été construites pour les saints hommes musulmans, les scientifiques et les théologiens ; certaines de ces tombes sont parvenues jusqu'à nos jours. La majeure partie d’entre elles se trouvent en Égypte, et d'autres se trouvent également en Syrie et en Palestine. Il s'agit notamment du célèbre tombeau de Rachel à Bethléem (bien que le lieu de sépulture de la matriarche Rachel ait été vénéré bien avant), du splendide mausolée d'Abou Hurairah à Yavné et du maqam du cheikh Abu 'Atabi à Al-Manshiyya, à Acre.

### Période ottomane
À l’époque de l’Empire ottoman, des maqâms étaient construits partout, tout comme d’anciens sanctuaires étaient en cours de restauration. Les nouveaux bâtiments n’étaient plus aussi monumentaux et pompeux qu’auparavant et semblaient sans prétention. À l'époque turque, les maqâms avaient une construction simple et presque aucun décor architectural.

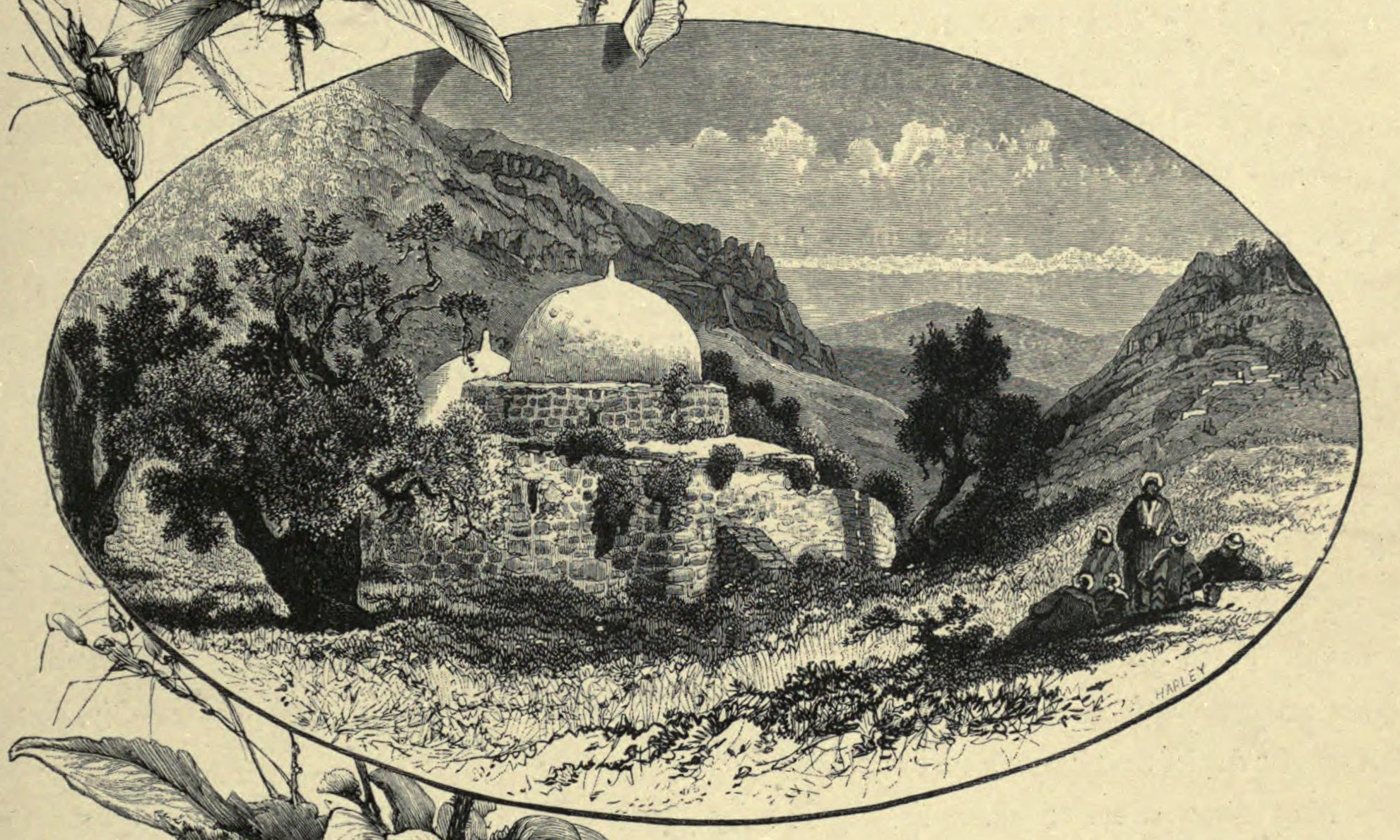
Maqam dans le nord de la Palestine (C. Wilson, 1881).

Les mosquées étaient rares dans les villages palestiniens jusqu'à la fin du XIXe siècle, mais pratiquement chaque village possédait au moins un maqâm qui servait de lieu de culte dans l'islam populaire palestinien, se répandant dans les campagnes au fil des siècles,. Les chrétiens et les juifs considéraient également certains maqâms comme saints, comme celui de Nabi Samwil.
À l'époque de la domination ottomane sur la Palestine, la plupart de ces sites étaient visités conjointement par des membres des trois confessions qui voyageaient souvent ensemble avec des provisions pour un voyage de plusieurs jours ; pendant la période du mandat palestinien, la politisation a conduit à la ségrégation.

Certains maqâms, comme Nabi Rubin et Nabi Musa, entre autres, faisaient également l'objet de festivals saisonniers (mawsims) auxquels des milliers de personnes assistaient chaque année. 

« Il existe cependant dans presque chaque village un petit bâtiment blanchi à la chaux et doté d'un dôme bas – le « mukam », ou « lieu », sacré aux yeux des paysans. Dans presque tous les paysages, un tel point de repère brille du sommet d'une colline, tout comme, sans aucun doute, quelque chose du même genre faisait dans les anciens âges cananéens. »

### Ère moderne

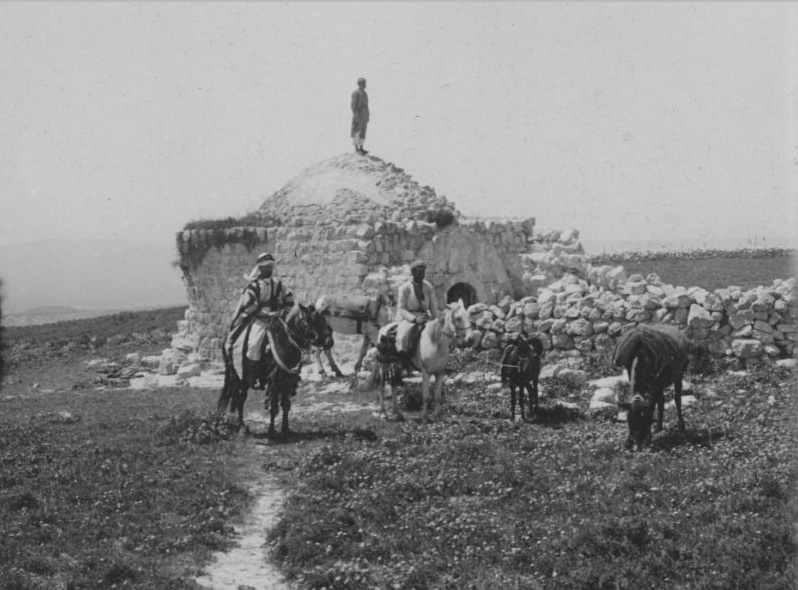
Maqam en Judée, années 1940

La période de Palestine mandataire est devenue la dernière période de prospérité des maqâms. Les sanctuaires musulmans délabrés ont été restaurés et certains nouveaux ont été construits. Les Britanniques ont construit et donné aux Bédouins le Maqâm du cheikh Nuran, qui a été endommagé pendant la campagne du Sinaï et de Palestine. Ce maqam était à l'épicentre de la bataille pendant la guerre israélo-arabe de 1948. Après l'avoir capturé, les soldats israéliens en ont fait un poste de surveillance et de tir. Depuis lors, le maqam du cheikh Nuran est un mémorial des Forces de défense israéliennes.
Après la création de l’État d’Israël, de nombreux sanctuaires ont été transformés en sanctuaires religieux juifs. Il s'agissait du mausolée de cheikh Abou Hurairah, devenu tombeau de Rabban Gamaliel II à Yavné ; le Maqam à sept dômes de l'Imam 'Ali à Yazur s'est transformé en synagogue à Azor ; le mazar de Sitt Sakina (Sukeyna) est devenu le tombeau de Rachel, épouse du rabbin Akiva à Tibériade ; le Maqam du cheikh al-Gharbawi – le tombeau de Mattathias ; le maqâm de Nabi Sheman, près du carrefour Eyal, a été identifié avec le tombeau de Siméon (fils de Jacob).
Dans les temps anciens, tous les maqâms dotés de dômes étaient peints en blanc. Récemment, les Arabes palestiniens et israéliens ont pris l’habitude de colorer les dômes de leurs sanctuaires en vert (la couleur de l’Islam). La bataille pour l'un ou l'autre sanctuaire aboutissait à la guerre des couleurs, comme on l'appelait dans la presse. Les juifs religieux peignent le dôme en bleu ou blanc et installent des symboles juifs, et les musulmans, à leur retour, retirent les symboles juifs et peignent le dôme en vert.

## Maqâms notables
Il ne reste plus que 300 maqâms sur les 800 existant en Palestine en 1948, le reste ayant été démoli. La moitié d'entre eux se trouvent en territoire israélien proprement dit, le reste en Cisjordanie et dans la bande de Gaza ; la majeure partie de la Cisjordanie est sous contrôle israélien depuis 1967, et Gaza entre 1967 et 2005. Selon une autre source, le nombre de maqâms palestiniens restants est de 184, dont seulement 70 en Israël proprement dit.
| Photo | Nom                                   | Ancienne appellation     | Localisation moderne    | Coordonnées                                   | état                                                    |
| ----- | ------------------------------------- | ------------------------ | ----------------------- | --------------------------------------------- | ------------------------------------------------------- |
|       | ‘Abd an-Nabi                          | Al-Mas'udiyya            | Tel Aviv                | 32°05′15″N 34°46′11″E / 32.08750°N 34.76972°E | Plus en service                                         |
|       | Hasan ar-Ra‘i                         | Nabi Musa                | Nabi Musa               | 31°46′51″N 35°25′29″E / 31.78083°N 35.42472°E | Sanctuaire actif                                        |
|       | Maqam al-Khidr                        | Al-Bassa                 | Shlomi, Israel          | 33°04′41″N 35°08′36″E / 33.07806°N 35.14333°E | Détruit                                                 |
|       | Muadh ibn Jabal (Sheikh Mu‘alla)      | Imwas                    | Canada Park             | 31°50′08″N 34°59′30″E / 31.83556°N 34.99167°E | Reconstruit                                             |
|       | Nabi ‘Anir                            | Khirbat an-Nabi ‘Anir    | Gush Talmonim           | 31°57′20″N 35°06′27″E / 31.95556°N 35.10750°E | Plus en service                                         |
|       | Nabi Bulus                            | Khirbat an-Nabi Bulus    | Beit Shemesh            | 31°42′51″N 34°58′51″E / 31.71417°N 34.98083°E | Détruit                                                 |
|       | Nabi Kifl                             | Al-Tira, Ramle           | Tirat Yehuda            | 32°00′25″N 34°55′35″E / 32.00694°N 34.92639°E | Plus en service                                         |
|       | Nabi Shitt                            | Bashshit                 | Aseret                  | 31°49′28″N 34°44′54″E / 31.82444°N 34.74833°E | Plus en service                                         |
|       | Sheikh ‘Abdallah                      | Dura al-Qar'             | Beit El                 | 31°56′57″N 35°13′55″E / 31.94917°N 35.23194°E | Situé en zone expropriée de in Dura al-Qar' for Beit El |
|       | Sheikh ‘Abdallah as-Sahili            | Balad al-Sheikh          | Nesher                  | 32°46′18″N 35°02′33″E / 32.77167°N 35.04250°E | Plus en service                                         |
|       | Sheikh Abu ‘Atabi                     | Al-Manshiyya, Acre       | Acre, Israel            | 32°56′15″N 35°05′30″E / 32.93750°N 35.09167°E | Dwelling house                                          |
|       | Sheikh Abu Ghazala                    | Khirbat as-Sukriyya      | No'am                   | 31°34′04″N 34°46′47″E / 31.56778°N 34.77972°E | Plus en service                                         |
|       | Sheikh Abu Shusha                     | Ghuwayr Abu Shusha       | Migdal, Israel          | 32°51′13″N 35°30′26″E / 32.85361°N 35.50722°E | Plus en service                                         |
|       | Sheikh Abu az-Zeitun                  | Beitunia                 | Beit Horon              | 31°53′15″N 35°08′04″E / 31.88750°N 35.13444°E | Plus en service                                         |
|       | Sheikh Ahmad al-Hubani                | Allar, Jerusalem         | Bar Giora               | 31°43′31″N 35°04′49″E / 31.72528°N 35.08028°E | Plus en service                                         |
|       | Sheikh ‘Ali ad-Dawayimi               | Al-Dawayima              | Amatzia, Israel         | 31°32′09″N 34°53′13″E / 31.53583°N 34.88694°E | Fondé pendant la période Abbaside                       |
|       | Sheikh ‘Amir                          | Jaba', Haifa Subdistrict | Mizpe Ofer              | 32°39′17″N 34°57′46″E / 32.65472°N 34.96278°E | Reconstruit                                             |
|       | Sheikh ‘Awad                          | Hamama                   | Ashkelon                | 31°41′15″N 34°33′47″E / 31.68750°N 34.56306°E | Fondé à l'époque de l'EmpireOttoman                     |
|       | Sheikh Baraz ad-Din (Sheikh as-Sadiq) | Majdal Yaba              | Migdal Afek             | 32°05′01″N 34°57′28″E / 32.08361°N 34.95778°E | Reconstruit                                             |
|       | Sheikh Bilal                          | Azmut                    | Elon Moreh              | 32°14′32″N 35°19′40″E / 32.24222°N 35.32778°E | Plus en service                                         |
|       | Sheikh Bureik (‘Abreik)               | Sheikh Bureik            | Kiryat Tiv'on           | 32°42′03″N 35°07′43″E / 32.70083°N 35.12861°E | en activité                                             |
|       | Sheikh Ghanim                         | Kafr Qallil              | Mont Gerizim            | 32°12′05″N 35°16′26″E / 32.20139°N 35.27389°E | Reconstruit                                             |
|       | Sheikh al-Katanani                    | Yazur                    | Holon                   | 32°01′16″N 34°48′17″E / 32.02111°N 34.80472°E | Reconstruit                                             |
|       | Sheikh Marzuk                         | ‘Ulleika, Jaulan         | Plateau du Golan        | 33°03′01″N 35°42′01″E / 33.05028°N 35.70028°E | Plus en service                                         |
|       | Sheikh al-Qatrawani                   | 'Atara                   | 'Atara                  | 31°59′36″N 35°11′52″E / 31.99333°N 35.19778°E | Fondé au cours de la dynastie Mamlouque                 |
|       | Sheikh as-Salihi                      | Bayt Nattif              | Givat HaTurmusim, Sokho | 31°40′58″N 34°57′59″E / 31.68278°N 34.96639°E | Plus en service                                         |
|       | Sheikh ‘Usheish                       | Dayr Nakhkhas            | Forêt Maresha           | 31°36′39″N 34°56′00″E / 31.61083°N 34.93333°E | Sanctuaire actif                                        |

## Voir également
- Dargah
- Datuk Keramat (en)
- Imamzadeh
- Khanqah
- Maqbara
- Mazar
- Marabout
- Na Tuk Kong (en)
- Qubba
- Mosquée Sidna Ali et sanctuaire
- Wali
- Mausolée

### Sources
- M. Benveniśtî, Sacred landscape: the buried history of the Holy Land since 1948, University of California Press, 2000, Illustrated éd. (ISBN 0520211545, lire en ligne)
- T. Canaan, Mohammedan Saints and Sanctuaries in Palestine, London, Luzac & Co, 1927 (lire en ligne)
- C.S. Clermont-Ganneau, [ARP] Archaeological Researches in Palestine 1873-1874, translated from the French by J. McFarlane, vol. 2, London, Palestine Exploration Fund, 1896 (lire en ligne)
- Conder, C.R., « The Moslem Mukams », Quarterly Statement – Palestine Exploration Fund, vol. 9, no 3,‎ 1877, 89–103 (DOI 10.1179/peq.1877.9.3.89, lire en ligne)
- Frantzman, S.J. and Bar, D. (2013) Mapping Muslim Sacred Tombs in Palestine During the Mandate Period. // "Levant", 2013, Vol. 45, No 1. P. 96–111.
- J.C. Geikie, The Holy Land and the Bible. A Book of scripture illustrations gathered in Palestine, vol. I, New York, 1888 (lire en ligne)
- A. Hourani, P.S. Khoury et Mary Christina Wilson, The Modern Middle East: a reader, University of California Press, 1993 (ISBN 9780520082403, lire en ligne)
- R. Kark et Michal Oren-Nordheim, Jerusalem and its environs: quarters, neighborhoods, villages, 1800–1948, Wayne State University Press, 2001, Illustrated éd. (ISBN 978-0814329092, lire en ligne)
- W. Khalidi, All That Remains:The Palestinian Villages Occupied and Depopulated by Israel in 1948, Washington D.C., Institute for Palestine Studies, 1992 (ISBN 0887282245, lire en ligne)
- C.C. McCown, « Muslim Shrines in Palestine », Annual of the American Schools of Oriental Research, vol. 2–3,‎ 1921, p. 47–79 (lire en ligne)
- Pappé, I., A history of modern Palestine: one land, two peoples, Cambridge University Press, 2006, 31 juillet 2006, 2, illustrated, revised éd. (ISBN 9780521683159, lire en ligne)
- Andrew Petersen, A Gazetteer of Buildings in Muslim Palestine (British Academy Monographs in Archaeology), vol. 1, Oxford University Press, 2001 (ISBN 978-0197270110, lire en ligne)
- Gisela Procházka-Eisl et Stephan Procházka, The Plain of Saints and Prophets: The Nusayri-Alawi Community of Cilicia (Southern Turkey) and Its Sacred Places, Otto Harrassowitz Verlag, 2010 (ISBN 9783447061780, lire en ligne)
- M. Sharon, Corpus Inscriptionum Arabicarum Palaestinae, B–C, vol. 2, Brill, 1999 (ISBN 9004110836, lire en ligne)

- Carte interactive des maqams palestiniens
- Sanctuaires musulmans en Israël. Guide